# Хьюз, Майк (игрок в американский футбол)
Майк Хьюз (англ. Mike Hughes, 11 февраля 1997, Нью-Берн, Северная Каролина) — профессиональный американский футболист, выступающий на позиции корнербека в клубе НФЛ «Канзас-Сити Чифс». На студенческом уровне играл за команды университетов Северной Каролины и Центральной Флориды. На драфте 2018 года был выбран в первом раунде.

## Биография
Майк Хьюз родился 11 февраля 1997 года в Нью-Берне в Северной Каролине. Во время учёбы в городской старшей школе он играл за её футбольную команду в защите и в нападении. В её составе Хьюз выиграл чемпионат штата, был признан самым ценным игроком финального матча, в котором набрал на выносе 273 ярда с семью тачдаунами. По итогам последнего сезона в карьере агентство Associated Press включило его в состав сборной звёзд Северной Каролины. На момент окончания школы он занимал одиннадцатое место в рейтинге лучших игроков штата по версии сайта Scout.com.

### Любительская карьера
В 2015 году Хьюз поступил в университет Северной Каролины. В первом сезоне в футбольном турнире NCAA он сыграл одиннадцать матчей на позиции корнербека и в составе специальных команд, сделав десять захватов и сбив три передачи. В феврале 2016 года он покинул университет после обвинений в нападении с причинением тяжких телесных повреждений. После выполнения общественных работ они были сняты и Хьюз поступил в общественный колледж города Гарден-Сити в Канзасе. В составе «Гарден-Сити Бронкбастерс» он выступал на позициях корнербека и слот-ресивера, выходил на поле на возвраты. Вместе с командой Хьюз выиграл национальный чемпионат среди подготовительных колледжей, его включили в сборную звёзд сезона. В августе 2017 года он поступил в университет Центральной Флориды.
В сезоне 2017 года Хьюз был стартовым корнербеком команды, сыграв в тринадцати матчах, сделав четыре перехвата и занеся три тачдауна. Трижды его признавали игроком недели в конференции AAC, по итогам сезона он вошёл в её символическую сборную.

#### Статистика выступлений в NCAA
| Сезон | Команда                | Игры | Захваты | Захваты | Захваты | Захваты | Захваты | Перехваты | Перехваты | Перехваты | Перехваты | Перехваты | Фамблы | Фамблы | Фамблы | Фамблы |
| Сезон | Команда                | Игры | Solo    | Ast     | Tot     | Loss    | Sk      | Int       | Yds       | Y/R       | TD        | PD        | FR     | Yds    | TD     | FF     |
| ----- | ---------------------- | ---- | ------- | ------- | ------- | ------- | ------- | --------- | --------- | --------- | --------- | --------- | ------ | ------ | ------ | ------ |
| 2015  | Норт Каролина Тар Хилс | 11   | 10      | 1       | 11      | 0,0     | 0,0     | 0         | 0         | 0,0       | 0         | 3         | 0      | 0      | 0      | 0      |
| 2017  | ЮСФ Найтс              | 13   | 37      | 12      | 49      | 0,5     | 0,0     | 4         | 92        | 23,0      | 1         | 11        | 0      | 0      | 0      | 1      |
| Всего | Всего                  | 24   | 47      | 13      | 60      | 0,5     | 0,0     | 4         | 92        | 23,0      | 1         | 14        | 0      | 0      | 0      | 1      |

### Профессиональная карьера
Перед драфтом НФЛ 2018 года аналитик сайта Bleacher Report Мэтт Миллер сильными сторонами Хьюза называл его уровень атлетизма, высокую скорость, подвижность, готовность вести силовую борьбу, опыт игры в составе специальных команд на возвратах. К минусам он относил работу бедёр игрока, его небольшой опыт игры в университете и небольшой для корнербека рост. Миллер отмечал, что если у клубов не возникнет вопросов по поводу проблем Хьюза с законом, то он может стать одним из первых трёх корнербеков, выбранных на драфте.
Хьюз был задрафтован «Миннесотой» в первом раунде под общим тридцатым номером. В июле он подписал с клубом четырёхлетний контракт новичка. В первом сезоне в составе «Вайкингс» он сыграл шесть матчей, после чего получил разрыв крестообразных связок колена. Восстановившись, Хьюз вернулся в команду в 2019 году и принял участие в четырнадцати матчах регулярного чемпионата, но не смог сыграть в плей-офф из-за травмы шеи. По этой же причине он смог выйти на поле всего в четырёх играх в чемпионате 2020 года. В мае 2021 года руководство «Вайкингс» объявило, что не будет использовать возможность продления контракта с игроком на пятый сезон. За три года в составе команды Хьюз провёл всего двадцать четыре игры, в стартовом составе он выходил в семи матчах.
Тринадцатого мая 2021 года «Миннесота» обменяла Хьюза и выбор в седьмом раунде драфта 2022 года в «Канзас-Сити Чифс», получив выбор шестого раунда на том же драфте.

#### Статистика выступлений в НФЛ

##### Регулярный чемпионат
| Сезон | Команда            | Игры | Захваты | Захваты | Захваты | Захваты | Захваты | Перехваты | Перехваты | Перехваты | Перехваты | Перехваты | Фамблы | Фамблы | Фамблы | Фамблы |
| Сезон | Команда            | Игры | Solo    | Ast     | Tot     | Loss    | Sk      | Int       | Yds       | Y/R       | TD        | PD        | FR     | Yds    | TD     | FF     |
| ----- | ------------------ | ---- | ------- | ------- | ------- | ------- | ------- | --------- | --------- | --------- | --------- | --------- | ------ | ------ | ------ | ------ |
| 2018  | Миннесота Вайкингс | 6    | 19      | 3       | 22      | 1       | 0,0     | 1         | 28        | 28,0      | 1         | 3         | 1      | 0      | 0      | 1      |
| 2019  | Миннесота Вайкингс | 14   | 39      | 6       | 45      | 1       | 0,0     | 1         | 0         | 0,0       | 0         | 9         | 2      | 0      | 0      | 2      |
| 2020  | Миннесота Вайкингс | 4    | 9       | 4       | 13      | 0       | 0,0     | 0         | 0         | 0,0       | 0         | 1         | 0      | 0      | 0      | 0      |
| 2021  | Канзас-Сити Чифс   | 2    | 4       | 1       | 5       | 0       | 0,0     | 1         | 0         | 0,0       | 0         | 1         | 0      | 0      | 0      | 0      |
| Всего | Всего              | 26   | 71      | 14      | 85      | 2       | 0,0     | 3         | 28        | 9,3       | 1         | 14        | 3      | 0      | 0      | 3      |

* На 21 сентября 2021 года